# Прапор Сосницького району
Пра́пор Сосницького райо́ну символ самоврядування Сосницького району Чернігівської області, що затверджений четвертою сесією Сосницької районної ради шостого скликання від 2 червня 2011 року. Автор проекту прапора  — А. Ґречило.

## Опис прапора
Прапор Сосницького району: прямокутне полотнище зі співвідношенням сторін 2:3, яке складається з трьох горизонтальних смуг — зеленої, синьої та жовтої (співвідношення їх ширин — 2:1:3), у верхньому куті від древка — герб району, облямований золотом по периметру (вісь герба проходить на відстані в 1/6 довжини прапора від древка).
Зелена, синя та жовта смуги символізують відповідно лісові, водні та орні угіддя району. 